# Branišov (Ústí)
Branišov (německy Branschau) je malá vesnice, část obce Ústí v okrese Jihlava v Kraji Vysočina. Nachází se asi 2 km na jihovýchod od Ústí.
V roce 2009 zde bylo evidováno 20 adres. V roce 2001 zde trvale žilo 7 obyvatel.
Branišov leží v katastrálním území Branišov u Jihlavy o rozloze 2,67 km2.

## Název
Název se vyvíjel od varianty Branissow (1226), Branssow (1352), Branyssow (1367), Bransow (1369), Branissiow (1486), Branissow (1468, 1608), Branssow (1654), Branschau a Branssow (1787, 1843). Místní jméno vzniklo z osobního jména Braniš.

## Historie
První písemná zmínka o obci je z roku 1226 v listině papeže Honoria III. Ves byla stejně jako Ústí založena Želivským klášterem. V roce 1350 je poprvé uváděna branišovská plebánie, která spadala pod patronát želivského opatství. V roce 1384 je poprvé zmiňován také zdejší kostel sv. Václava s vlastní farností a kolaturou. Roku 1468 přešel Branišov do vlastnictví Trčků z Lípy. Roku 1597 zemřel majitel panství Maxmilián Trčka z Lípy a to se na krátkou dobu stalo majetkem rytíře Samuela Nejepínského z Nejepína. Ovšem už o rok později jej získal císař Rudolf II., od kterého jej odkoupil Jaroslav Trčka z Lípy. V roce 1601 se novým majitelem panství stal protestant Matyáš Stubík z Königsteina. Pro účast na stavovském povstání mu ho císař Ferdinand II. odebral, ale krátce poté jej od něj dostal zpátky. V roce 1604 získal část panství, která zahrnovala vsi Ústí, Šimanov, Branišov, Mysletín, Orlov, Buková a Polánky, Matyášův syn Tobiáš Stubík. Ten si za svoje sídlo zvolil Branišov, kde si také vystavěl rezidenci. Ovšem už o 4 roky později jej Jiří Stubík připojil k panství Úsobí. Roku 1619 pak od jeho syna Petra Stubíka panství odkoupila hraběnka Magdalena Trčková z Lobkovic. Po její smrti v roce 1631 majetek převzal její manžel hrabě Jan Rudolf Trčka z Lobkovic a po jeho smrti dne 29. září 1634 císařská komora.
Roku 1635 jeníkovské panství zakoupil nejvyšší komoří svobodný pán Filip Friedrich Breyner. V rámci panství pak došlo k vytvoření branišovského statku, pod nějž spadaly vsi Branišov, Buková, Mysletín, Orlov, Šimanov, Ústí s ovčárnou a dvorec v Hejšti. Už o 3 roky později Filip Friedrich zemřel a panství převzala jeho matka hraběnka Anna Marie Breynerová z Trauttmansdorffu. Ta byla fanatickou katoličkou, což donutilo řadu obyvatel k odchodu do ciziny. V letech 1639–1648 se panství ocitlo pod útoky Švédů, kteří za svůj opěrný bod zvolili hrad v Lipnici nad Sázavou. Roku 1642 panství zdědil hrabě Maxmilián z Trauttmansdorffu, jenž jej roku 1650 předal hraběti Adamu Matyáši z Trauttmansdorffu. O rok později jej Jan Bedřich z Trauttmansdorffu prodal. Novým majitelem se stal svobodný pán Johann Rudolf z Bukau, který jej spojil s úsobsko-střítežským panstvím. Ve stejném roce proběhlo sčítání poddaných a v Branišově žili 3 katolíci. Roku 1653 přešla fara spolu s kostelem pod Úsobí a nadační patronát pod vrchnost. O rok později se majitelem panství stal Ferdinand Arnošt Heidler z Bukové. V obci je k tomuto roku doložen panský dvůr, 2 obhospodařované grunty, Ferenšův grunt pak byl pustý.
Roku 1664 panství získal Jan Šebestián z Pöttingenu a v roce 1678 Jan Ignác Vltavský z Mannsnwerthu. K panskému dvoru byl připojen Ferenšův grunt a část dalšího gruntu. Roku 1690 se majitelem stal hrabě Antonín Pachta z Rájova a Bukové na Stříteži, po jeho smrti roku 1698 hraběnka Alžběta Polyxena Buquoyová z Cavriani a roku 1706 její syn Karel Kajetán de Lon Quevel Buquoy. Dne 16. listopadu 1719 panství odkoupil Jan Baptista z Minetti a své sídlo umístil do Branišova. Kromě toho zde založil Ústav chudých.
Podle záznamů v Tereziánském katastru spadali pod místní kostel vsi Buková, Dudín, Kalhov, Krasoňov, Šimanov, Ústí a Zbilidy; po dostavění kostela v roce 1735 spadal pod branišovskou faru také Větrný Jeníkov. Po dostavění zámku ve Větrném Jeníkově v roce 1729 přestal Branišov sloužit jako sídlo vrchnosti. Roku 1744 převedl Jan Baptista panství na Vlašský špitál v Praze na Malé Straně. Roku 1740 došlo k osamostatnění branišovské fary, kterou do té doby řídili kněží želivského kláštera, a prvním farářem zde byl jmenován František Felix Procházka z Nového Kolína. Při faře pak byla zřízena škola.
Podle záznamů z roku 1757 tvořily branišovský statek vsi Branišov, Ústí, Buková, Šimanov, Mysletín, Orlová, Polánky a Hejště. Žilo zde 55 hospodářů, na celém panství Větrný Jeníkov pak 176 hospodářů. V Branišově je k tomuto roku uváděn také hostinec. V roce 1768 došlo k výstavbě nové fary na základě plánů Jana Josefa Prachnera, k vysvěcení však došlo až o vdva roky později. V této době spadali pod faru vsi Buková, Dudín, Kalhov, Krasoňov, Šimanov, Ústí a Zbilidy.
V roce 1787 vyšla kniha Topographie des Königreichs Böhmen od Jaroslava Schallera, kde se v části o panství Větrný Jeníkov objevují také zmínky o vsi Branišov. Tehdy zde stálo 10 domů. V roce 1790 získal panství od Vlašského špitálu do pachtu Jan Svoboda, v jehož držení zůstalo do 28. května 1820, kdy zemřel. Poté přešlo do pachtu svobodného pána Františka Josefa Schorella, po jehož smrti dne 28. května 1825 panství spravovala jeho manželka. V letech 1834–1838 jej pak spravovala císařská královská komora.
V roce 1839 se novým majitelem panství stal Karel Rumerskirch, který jej odkoupil za 187 400 zlatých. V roce 1840 vyšla Sommerova Topografie, podle níž v Branišově žilo 125 obyvatel v 16 domech. Dne 7. září 1848 odsouhlasil říšský sněm zrušení poddanství a roboty. Jeníkovské panství v této době tvořily obce Branišov, Dudín, Dušejov, Jankov, Kalhov, Mysletín, Opatov, Šimanov, Ústí, Velešov, Větrný Jeníkov, Zbilidy a Zbinohy.
V letech 1869–1929 vesnice spadala pod obec Ústí, v letech 1930–1991 byla samostatnou obcí, 1. ledna 1992 se stala místní částí Ústí.

## Přírodní poměry
Branišov leží 5,5 km jihozápadně od Větrného Jeníkova, 2 km severozápadně od Šimanova, 4 km severně od Zbilid a 2 km jihovýchodně od Ústí. Geomorfologicky je oblast součástí Česko-moravské subprovincie, konkrétně Křemešnické vrchoviny a jejího podcelku Humpolecká vrchovina, v jejímž rámci spadá pod geomorfologický okrsek Jeníkovská vrchovina. Průměrná nadmořská výška činí 640 metrů. Jižní částí katastru protéká Hejnický potok. Část území přírodní památky Hajnice zasahuje i do katastru Branišova.

## Obyvatelstvo
Podle sčítání 1921 zde žilo v 23 domech 165 obyvatel, z nichž bylo 83 žen. 164 obyvatel se hlásilo k československé národnosti, 1 k německé. Žilo zde 148 římských katolíků, 1 evangelík, 9 příslušníků Církve československé husitské a 3 židé.
| Rok            | 1869 | 1880 | 1890 | 1900 | 1910 | 1921 | 1930 | 1950 | 1961 | 1970 | 1980 | 1991 | 2001 | 2011 |
| -------------- | ---- | ---- | ---- | ---- | ---- | ---- | ---- | ---- | ---- | ---- | ---- | ---- | ---- | ---- |
| Počet obyvatel | 199  | 185  | 212  | 198  | 196  | 165  | 131  | 59   | 70   | 39   | 17   | 11   | 7    | 14   |

## Hospodářství a doprava
Obcí prochází silnice III. třídy č. 13113 ze Šimanova ke komunikaci II. třídy č. 523. Dopravní obslužnost zajišťuje dopravce ICOM transport. Autobusy jezdí ve směrech Humpolec, Ústí, Jihlava, Větrný Jeníkov, Havlíčkův Brod a Dudín.

## Školství, kultura a sport
Místní děti dojíždějí do základní školy ve Větrném Jeníkově.

## Pamětihodnosti
- Kostel svatého Václava stojí na horním okraji návsi. Jednolodní stavba má v průčelí věž a je zakončena trojbokým presbytářem. Barokní svatostánek byl postaven na základě návrhu Anselma Martina Luraga v letech 1749–1751. V roce 1827 do věže udeřil blesk, který způsobil požár, jemuž podlehla střecha, oltář, varhany a žár roztavil věžní zvony. Roku 1860 došlo k zaklenutí původně plochostropé lodě[16]
- Obdélná jednopatrová farní budova má mansardovou střechu. Stavba pochází z let 1768–1770[16]
- Socha svatého Jana Nepomuckého z roku 1755, stojí na návsi[16]
- Rudný důl

## Významné osobnosti
- JUDr. Jan Pospíšil (1880–1935) – osobní sekretář ministra železnic, ministerský rada
- MUDr. František Horálek (1896–1973) – profesor brněnské univerzity, přednosta porodnicko-gynekologické kliniky v Brně
- Čestmír Kafka (1922–1988) – malíř
- Olga Čechová (1925–2010) – malířka, ilustrátorka
- Ivan Kafka (* 1952) – malíř
- Přemysl Janíček (1925–2009) – malíř

## Galerie

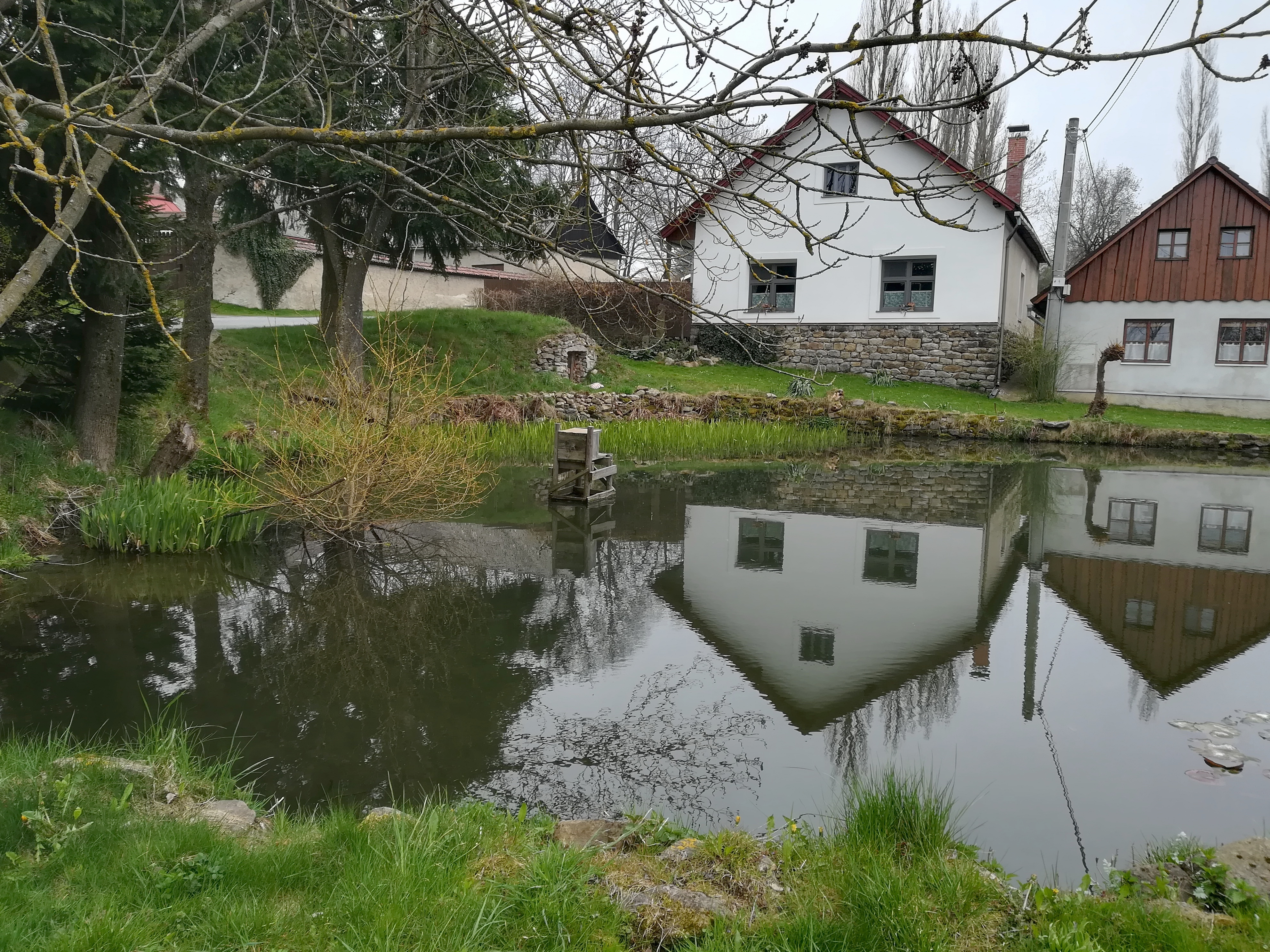
Rybníček na návsi
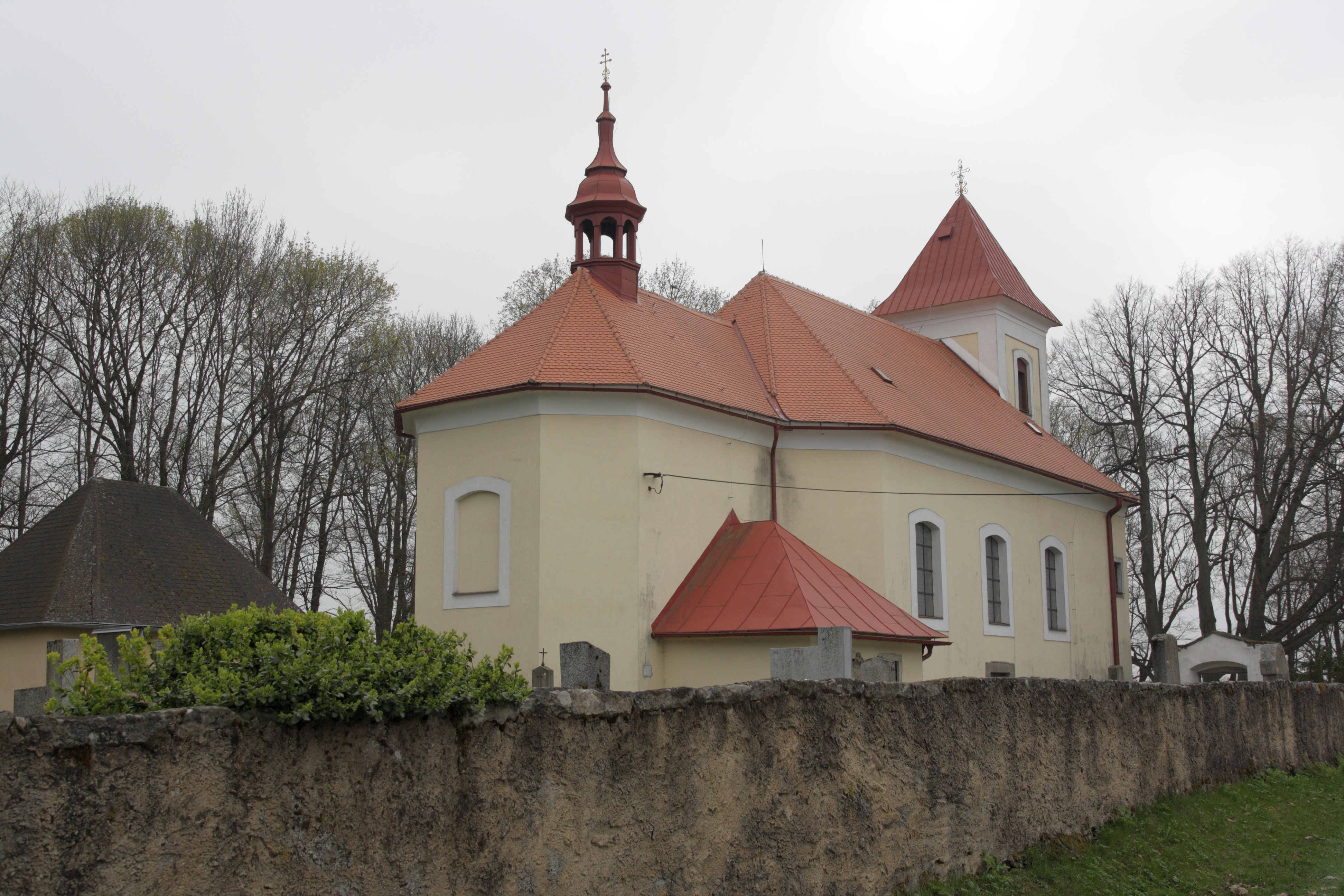
Kostel sv. Václava
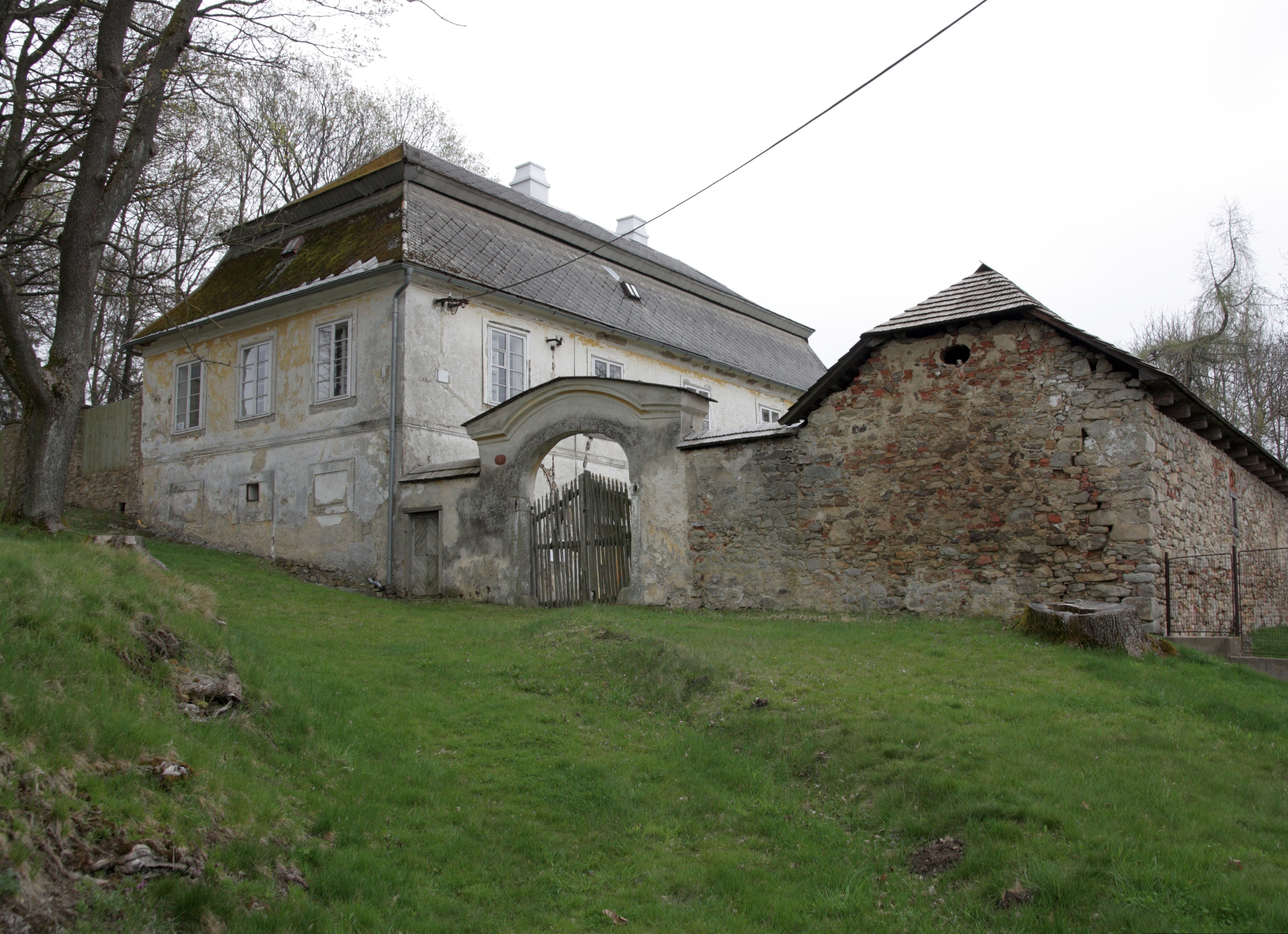
Bývalá fara
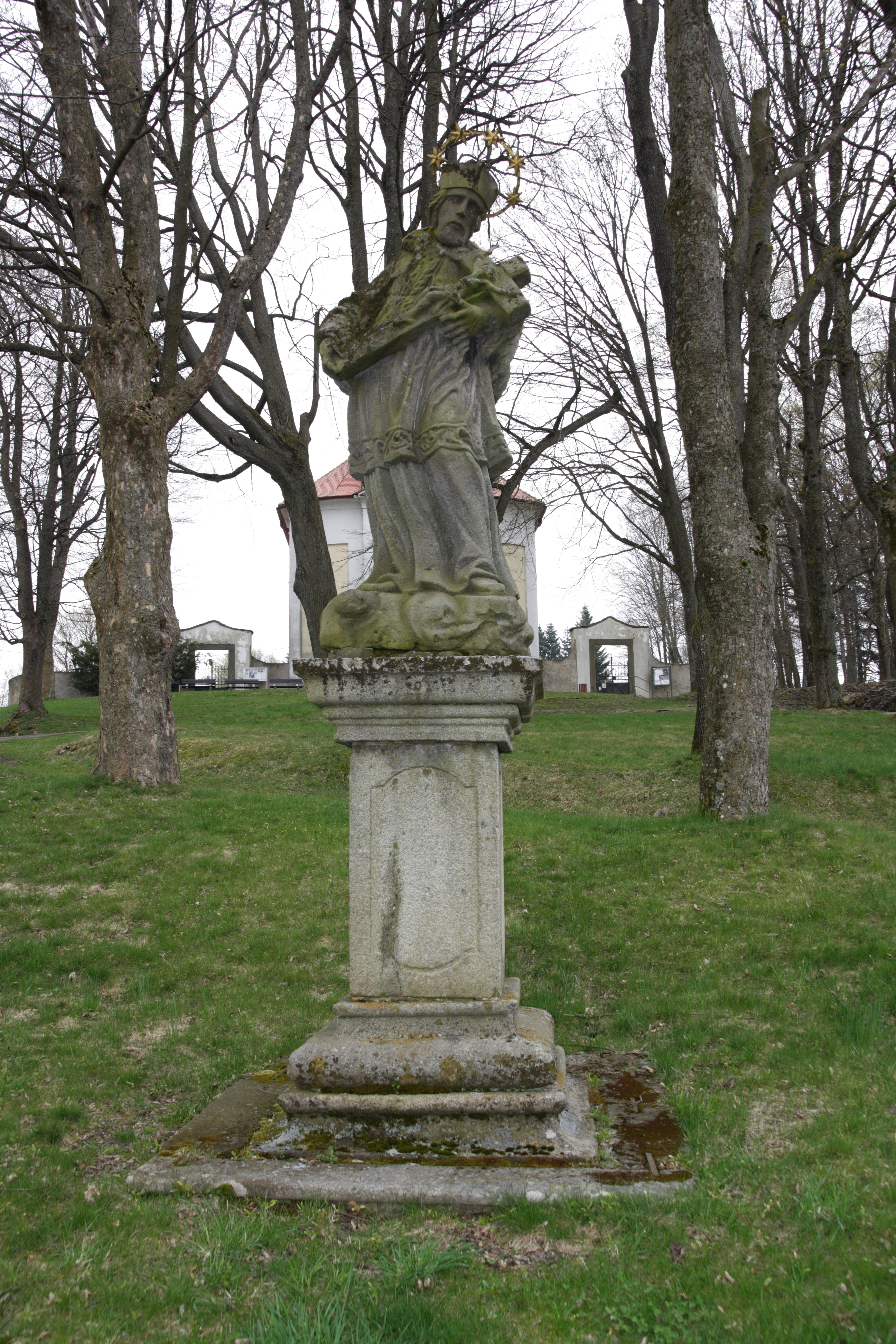
Socha sv. Jana Nepomuckého
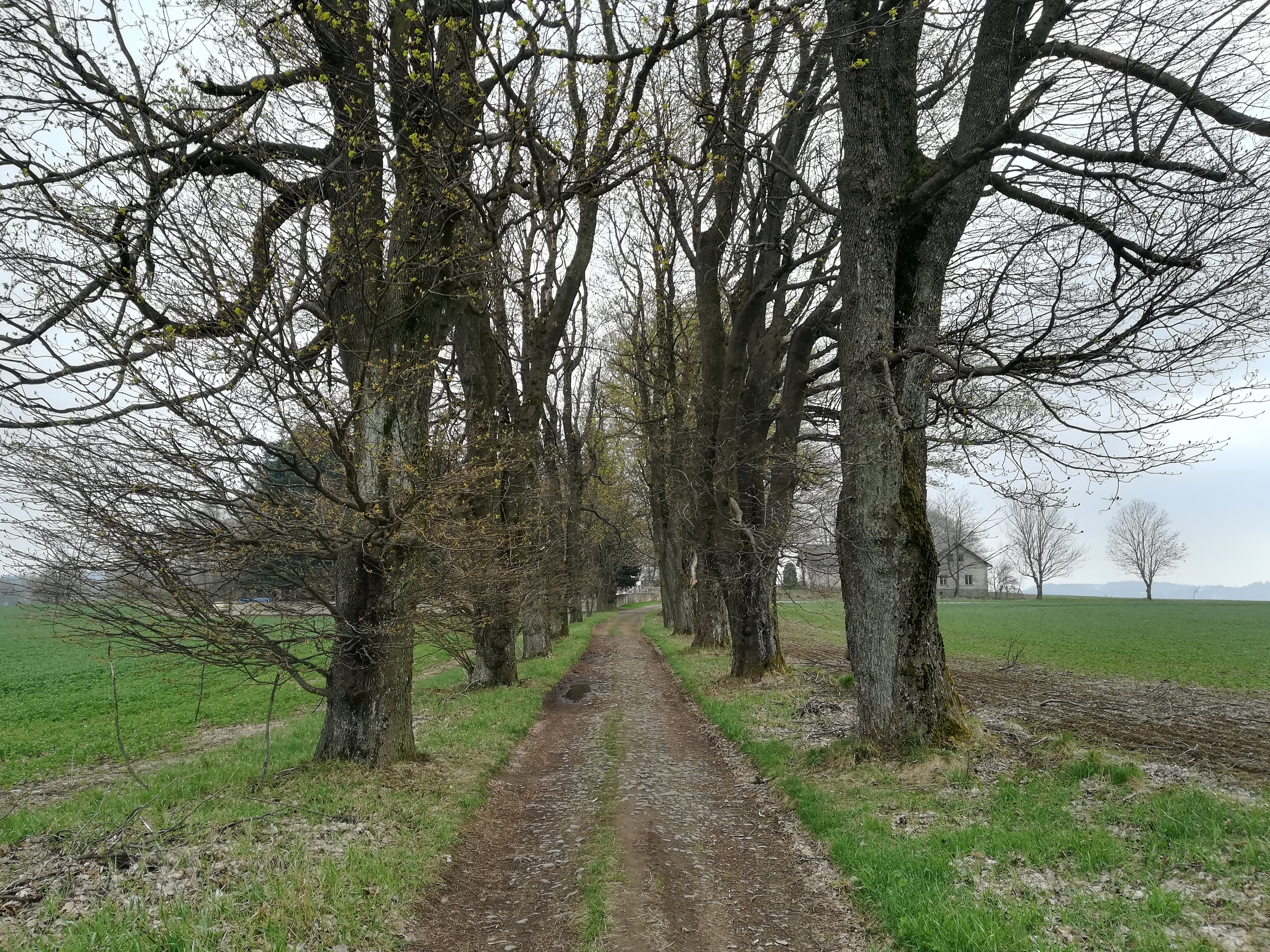
Cesta na Větrný Jeníkov